# Élévateur d'eau de Gordejuela
 (août 2024).
La mise en forme du texte ne suit pas les recommandations de Wikipédia : il faut le « wikifier ».
Les points d'amélioration suivants sont les cas les plus fréquents :
- Les titres sont pré-formatés par le logiciel. Ils ne sont ni en capitales, ni en gras.
- Le texte ne doit pas être écrit en capitales (les noms de famille non plus), ni en gras, ni en italique, ni en « petit »…
- Le gras n'est utilisé que pour surligner le titre de l'article dans l'introduction, une seule fois.
- L'italique est rarement utilisé : mots en langue étrangère, titres d'œuvres, noms de bateaux, etc.
- Les citations ne sont pas en italique mais en corps de texte normal. Elles sont entourées par des guillemets français : « et ».
- Les listes à puces sont à éviter, des paragraphes rédigés étant largement préférés. Les tableaux sont à réserver à la présentation de données structurées (résultats, etc.).
- Les appels de note de bas de page (petits chiffres en exposant, introduits par l'outil «  Source ») sont à placer entre la fin de phrase et le point final[comme ça].
- Les liens internes (vers d'autres articles de Wikipédia) sont à choisir avec parcimonie. Créez des liens vers des articles approfondissant le sujet. Les termes génériques sans rapport avec le sujet sont à éviter, ainsi que les répétitions de liens vers un même terme.
- Les liens externes sont à placer uniquement dans une section « Liens externes », à la fin de l'article. Ces liens sont à choisir avec parcimonie suivant les règles définies. Si un lien sert de source à l'article, son insertion dans le texte est à faire par les notes de bas de page.
- La présentation des références doit suivre les conventions bibliographiques. Il est recommandé d'utiliser les modèles {{Ouvrage}}, {{Chapitre}}, {{Article}}, {{Lien web}} et/ou {{Bibliographie}}. Le mode d'édition visuel peut mettre en forme automatiquement les références.
- Insérer une infobox (cadre d'informations à droite) n'est pas obligatoire pour parachever la mise en page.

Pour une aide détaillée, merci de consulter Aide:Wikification.
Si vous pensez que ces points ont été résolus, vous pouvez retirer ce bandeau et améliorer la mise en forme d'un autre article.
L'élévateur à eau de Gordejuela est une ruine industrielle située près de Los Realejos, sur l'île de Tenerife en Espagne. Il fait partie d'un itinéraire de randonnée urbanisé situé dans le paysage protégé de la Rambla de Castro appelé Torcal-Longuera et sur la plage presque sauvage de La Fajana. Il s'agit d'une ancienne installation industrielle construite sur l'ancien emplacement du moulin de Juan de Gordejuela. Cette installation abritait vers 1905 la première machine à vapeur de Tenerife. L'eau de source qui surgissait à quelques metres, à peine sur le niveau de la mer pouvait être pompée vers les des plantations très variés de bananes, de tomates, de patates de la vallée de La Orotava et de la municipalité de Realejos. Cela signifiait que la précieuse eau douce des sources de Gordejuela pouvait, dès lors, être utilisée pour l'agriculture. Á présent, on continue à élever cette eau de source grâce à des pompes électriques.

## Description
À l'origine, le complexe comptait trois bâtiments, ainsi qu'un entrepôt et une cheminée, des structures de raccordement pour la conduite d'eau. Le bâtiment au sommet de la falaise a été conçu pour loger les ouvriers. Il s'agit d'un bâtiment rectangulaire d'un étage, avec des murs porteurs qui soutiennent un toit à pignon sur des fermes métalliques. Le mur ouest est accolé au versant du ravin. Un chemin mène au bâtiment rectangulaire qui abritait les chaudières, dont il ne reste aujourd'hui que le mur ouest. Ce bâtiment abritait la machine à vapeur, et possédait une cheminée de 43 m de haut qui n'existe plus aujourd'hui.
À environ 80 m d'altitude, 100 m en ligne droite et 175 marches d'escalier du bâtiment de la chaufferie se trouve le bâtiment principal du complexe, situé à environ 40 m d'altitude sur le niveau de la mer uste en bas. Le bâtiment rectangulaire mesure environ 27 m de haut et compte cinq étages. La fondation est construite sur le rocher de la falaise et comporte un gros bloc de mortier de basalte à l'étage le plus bas, avec un couloir est-ouest. Le deuxième étage dispose de deux salles des machines avec ventilation. Le troisième étage comprend quatre pièces, dont deux sont aujourd'hui ensevelies par l'effondrement des voûtes. Le quatrième étage est le niveau d'accès principal, avec des murs plus clairs et des ouvertures cintrées. Le cinquième étage abritait le moteur principal de la station de pompage, avec des restes de rails de grue sur les murs. À un moment donné de l'histoire de l'île, ce fut le plus grands des bâtiments de Tenerife.
L'eau était stockée dans un réservoir situé à environ 2 km, à 290 m d'altitude, d'une capacité de 12 000 m³. Un aqueduc de 12 km transportait alors l'eau jusqu'aux plantations.

## Histoire

### Création
En 1903, la société britannique Hamilton achète les actions de la Société des eaux de Gordejuela et charge l'ingénieur militaire espagnol José Galván Balaguer de concevoir le projet.
L'objectif de cette installation était de faire monter l'eau jusqu'au sommet de la falaise qui s'élève à environ 200 m presque verticalement du niveau de la mer. L’eau pompée était ensuite utilisée pour irriguer les plantations de bananes qui s’étendaient de Realejos à Orotava. Environ 12 km de pipelines ont été construits et étaient autrefois utilisés pour son acheminement.
Cette installation, qui fait aujourd'hui partie du patrimoine industriel historique de l'île de Tenerife, abritait, jadis, la première machine à vapeur de l'île.

### Déclin de l'entreprise
La société Hamilton a commencé à perdre de l'argent en raison de la concurrence dans le commerce de la banane et a tenté de vendre de l'eau à d'autres parties de l'île, mais sans succès. L'installation a ensuite été louée à Elders et Fyffes en 1910, puis vendue en 1919 à la société Fyffes- Elle a finalement été reprise dans le domaine public. C'est ainsi que l'eau est toujours extraite des sources, mais désormais l'opération est réalisée avec des pompes électriques.
C'est actuellement une ruine, sans toit, sans portes ni fenêtres. Certaines arches et planchers se sont effondrés. En 2000, il y a eu une proposition visant à restaurer le bâtiment et ses environs pour un usage public, mais rien n'a été fait par la suite. Il a été inscrit sur la Liste rouge du patrimoine espagnol en péril le 31 janvier 2019 en raison de son état de délabrement, qui pourrait conduire à un effondrement plus important de l'ouvrage. Il s'agit d'une destination touristique populaire à cause des vues, avec une passerelle menant aux ruines (interdites d'accès), bien que l'escalier principal le plus proche ait été fermé depuis 2019. C'est « l'un des bâtiments abandonnés les plus spectaculaires de Tenerife », et est entouré d'une flore et d'une faune indigènes protégées. Cela comprend des palmiers, des tabaibas et des dragonniers ainsi que des lézards.
En 2021, le bâtiment ne bénéficiait d’aucune protection patrimoniale.